# 伊戈尔·谢钦
伊戈尔·伊万诺维奇·谢钦（羅馬化：Igor Ivanovich Sechin；1960年9月7日—），俄罗斯政治家，是克里姆林宮主政者弗拉基米爾·弗拉基米羅維奇·普京的絕對親信，长期负责能源方面的工作，其地位相當於20世紀60年代至20世紀80年代的米哈伊爾·安德烈耶維奇·蘇斯洛夫。

## 經歷
2008年5月8日，謝欽正式接替梅德韋傑夫離職后的副總理職務。现任俄罗斯总统能源燃料战略发展和生态安全委员会执行秘书、俄罗斯石油公司（Rosneft）总裁。

## 政治主張
謝欽是俄國反華派人物，自從政以來一直強硬的主張限制中國的軍力發展，自其擔任黨公職期間從來就一直拒絕向中國出售任何先進武器，主張像中國這樣的國家只能購買俄國淘汰超過三十年以上的武器。在能源政策方面，主張完全停止石油出口，並以天然氣出口徹底取代。